# Gleitze-Plan
Der Gleitze-Plan war ein Konzept des deutschen Wirtschaftswissenschaftlers und Politikers Bruno Gleitze für einen überbetrieblichen Fonds, durch den alle Arbeitnehmer am Produktionsvermögen beteiligt werden.
1957 entwarf Gleitze sein Modell, bei dem Arbeitnehmer durch gesetzliche Regelungen an der Kapitalbildung der Unternehmen beteiligt werden sollten. Alle Großunternehmen sollten laut Gleitze mindestens zehn Prozent ihrer Bruttogewinne an einen überbetrieblichen sogenannten Sozialkapitalfonds abtreten. Aus diesem Fonds sollten allen Arbeitnehmern ohne Rücksicht auf Branche und Betrieb entsprechend seinem jährlich wachsenden Vermögen Anteilsscheine gratis zugeteilt werden. Lediglich Spitzenverdiener wurden im Konzept davon ausgenommen.
Durch Gleitzes Überlegungen sollte den Arbeitnehmern ein Teil des neu entstehenden Industriekapitals zufließen, ohne dass den betroffenen Unternehmen die benötigten Investitionsmittel entzogen würden. Laut Modell sollten die Unternehmen ihre Gewinnanteile nicht in bar, sondern in Form junger Aktien oder Schuldverschreibungen überweisen.
Dass sich die politischen Parteien und Tarifpartner nicht auf den Gleitze-Plan einigen konnten, erklärte der deutsche Sozial- und Wirtschaftswissenschaftler Heinz Markmann im Jahr 1995 wie folgt: Die Unternehmer lehnten ihn als Mittel der "kalten Enteignung des Produktivvermögens" rundweg ab, und mit ihnen die Bundesregierung und die sie tragenden Parteien, die in diesem Konzept den Aufbruch in den "Gewerkschaftsstaat" sahen. Dieses Argument war auch nicht durch die Berufung auf die Gemeinwohlbindung der Fondsmittel zu entkräften. Die oppositionelle SPD ließ nur begrenztes Interesse erkennen. Aber auch im DGB und seinen Gewerkschaften war das Engagement für die Fondsidee eher gering, obwohl der damalige Vorsitzende der Gewerkschaft Bau-Steine-Erden Georg Leber und sein enger Mitarbeiter Herbert Ehrenberg an ähnlichen Konzepten arbeiteten. Die großen Einzelgewerkschaften, an ihrer Spitze die IG Metall, lehnten den Gleitze-Plan aus ideologischen Gründen ab: aus solidarisch – um nicht zu sagen: klassenbewußt denkenden und handelnden Arbeitnehmern sollten keine "Kleinkapitalisten" gemacht werden. Damit war das in sich durchaus schlüssige Projekt gescheitert. Daß es gerade die Linken innerhalb und außerhalb der Gewerkschaften waren, die die Idee der Sozialkapitalfonds ablehnten, mag als Beweis dafür gelten, daß sie in der Tat von dieser Idee eine Stabilisierung der sozialen Marktwirtschaft als einer besonders raffiniert konstruierten Form des Kapitalismus befürchteten.